# Pseudoleucaspis
Pseudoleucaspis är ett släkte av insekter. Pseudoleucaspis ingår i familjen pansarsköldlöss.
Kladogram enligt Catalogue of Life:
| Pseudoleucaspis | \| \| Pseudoleucaspis aelaeodendri \| \| \| \| \| \| Pseudoleucaspis monticola \| \| \| \| |
|                 | \| \| Pseudoleucaspis aelaeodendri \| \| \| \| \| \| Pseudoleucaspis monticola \| \| \| \| |
|                 | Pseudoleucaspis aelaeodendri                                                               |
|                 |                                                                                            |
|                 | Pseudoleucaspis monticola                                                                  |
|                 |                                                                                            |